# Svenska inomhusmästerskapen i friidrott 2022
Svenska inomhusmästerskapen i friidrott 2022 var uppdelat i  
- Inne-SM Mångkamp  den 5 till 6 februari i Tybblelundshallen i Örebro, arrangörsklubb KFUM Örebro
- Stora Inne-SM den 25 till 27 februari i Telekonsult Arena och Växjö Tipshall i Växjö, arrangörsklubb IFK Växjö[1]

Tävlingen var det 57:e svenska inomhusmästerskapet.

## Medaljörer

### Herrar
| Gren          | Guld                           | Guld               | Silver                          | Silver              | Brons                                                 | Brons            |
| 60 meter      | Henrik Larsson IF Göta         | 6,60 0MR0, 0=PB0   | Odain Rose Upsala IF            | 6,72 0=SB0          | Emmanuel Dawlson Malmö AI                             | 6,78 0=SB0       |
| 200 meter     | Carl Bengtström Örgryte IS     | 20,98              | Desmond Rogo Upsala IF          | 21,65               | Rafael Tejada De León Ullevi FK                       | 21,95 0=SB0      |
| 400 meter     | Kasper Kadestål Malmö AI       | 47,11 0PB0         | Nick Ekelund-Arenander Malmö AI | 47,16 0SB0          | Karl Wållgren Örgryte IS                              | 48,27            |
| 800 meter     | Andreas Kramer Ullevi FK       | 1.48,55            | Felix Francois Örgryte IS       | 1.49,19             | Björn Seifert Upsala IF                               | 1.50,17          |
| 1 500 meter   | Andreas Kramer Ullevi FK       | 3.40,84 0MR0, 0PB0 | Jonathan Grahn Mölndals AIK     | 3.43,56 0PB0, 0NRJ0 | Gustav Berlin Hässelby SK                             | 3.44,63          |
| 3 000 meter   | Andreas Almgren Turebergs FK   | 7.57,55            | Vidar Johansson Ullevi FK       | 8.06,73 0SB0        | Jonatan Gustafsson KFUM Örebro                        | 8.07,42 0PB0     |
| 60 meter häck | Joel Bengtsson IFK Helsingborg | 7,76 0PB0          | Max Hrelja Malmö AI             | 7,77                | Elias Martinsson Mölndals AIKBenjamin Tinglöf Ärla IF | 7,96 0PB0        |
| Höjdhopp      | Melwin Lycke Holm Kils AIK     | 2,16 0PB0          | Fabian Delryd Täby IS           | 2,14                | Simon Wiklund Mölndals AIK                            | 2,10 0SB0        |
| Stavhopp      | Robin Jacobsson Ullevi FK      | 5,19               | Marcus Nilsson Högby IF         | 5,09 0PB0           | Rasmus Carlsson KFUM Örebro                           | 4,82             |
| Längdhopp     | Thobias Montler Ullevi FK      | 8,06               | Oliwer Danielsson Ullevi FK     | 7,52 0PB0           | Joakim Hellbratt Huddinge AIS                         | 7,31 0PB0        |
| Tresteg       | Gabriel Wallmark Örgryte IS    | 15,87              | Jesper Hellström Hässelby SK    | 15,56               | Oskar Weidenholm Mölndals AIK                         | 15,07 0PB0       |
| Kula          | Daniel Ståhl Spårvägens FK     | 19,03 0SB0         | Viktor Gardenkrans Upsala IF    | 18,58 0SB0          | Niklas Lindstedt Hässelby SK                          | 16,70            |
| Viktkastning  | Ragnar Carlsson Hässelby SK    | 21,95              | Simon Pettersson Hässelby SK    | 19,57 0SB0          | Hugo Sörby Upsala IF                                  | 19,02            |
| Sjukamp       | Marcus Nilsson Högby IF        | 5 718 poäng 0SB0   | Rasmus Elfgaard Högby IF        | 5 181 poäng 0PB0    | Andreas Gustafsson Upsala IF                          | 5 069 poäng 0SB0 |

### Damer
| Gren          | Guld                              | Guld               | Silver                           | Silver           | Brons                                 | Brons        |
| 60 meter      | Claudia Payton Ullevi FK          | 7,30               | Julia Henriksson IFK Helsingborg | 7,37 0PB0        | Filippa Sivnert Malmö AI              | 7,42 0SB0    |
| 200 meter     | Lisa Lilja Ullevi FK              | 23,55              | Julia Henriksson IFK Helsingborg | 23,63            | Elvira Tanderud Ullevi FK             | 23,93        |
| 400 meter     | Linnéa Frobe Täby IS              | 53,93 0PB0         | Matilda Hellqvist Ullevi FK      | 54,00            | Moa Hjelmer Spårvägens FK             | 54,52        |
| 800 meter     | Hanna Hermansson Turebergs FK     | 2.06,73            | Lova Perman IF Göta              | 2.06,96          | Madeleine Björlin-Delmar IFK Göteborg | 2.07,61 0PB0 |
| 1 500 meter   | Yolanda Ngarambe Turebergs FK     | 4.11,30 0SB0       | Hanna Hermansson Turebergs FK    | 4.12,75          | Julia Svennblad Hälle IF              | 4.29,74 0PB0 |
| 3 000 meter   | Meraf Bahta Ullevi FK             | 8.55,75 0MR0, 0SB0 | Yolanda Ngarambe Turebergs FK    | 8.56,79          | Sarah Lahti Hässelby SK               | 8.59,01 0PB0 |
| 60 meter häck | Julia Wennersten IK Ymer          | 8,15               | Lovisa Karlsson Högby IF         | 8,34             | Katharina Gråman Tyresö FK            | 8,39 0PB0    |
| Höjdhopp      | Maja Nilsson Örgryte IS           | 1,88 0=SB0         | Louise Ekman Gefle IF            | 1,84             | Matilda Nilsson IFK Lund              | 1,81         |
| Stavhopp      | Gabriella Jönsson IFK Helsingborg | 4,06               | Linnea Jönsson IFK Helsingborg   | 4,06             | Malin Dahlström Örgryte IS            | 3,99 0SB0    |
| Längdhopp     | Khaddi Sagnia Ullevi FK           | 6,69               | Kaiza Karlén IF Göta             | 6,47 0PB0        | Ayla Hallberg Hossain Turebergs FK    | 6,40 0PB0    |
| Tresteg       | Rebecka Abrahamsson Örgryte IS    | 13,17              | Maja Åskag Råby-Rekarne FIF      | 13,10            | Melina Lidberg Bromma IF              | 12,69        |
| Kula          | Fanny Roos Malmö AI               | 18,95 0MR0, 0SB0   | Frida Åkerström Hässelby SK      | 16,63 0SB0       | Sara Lennman Spårvägens FK            | 16,39 0SB0   |
| Viktkastning  | Sara Forssell Motala AIF          | 20,54              | Grete Ahlberg Hammarby IF        | 20,37            | Vanessa Kamga Hässelby SK             | 20,06        |
| Femkamp       | Lovisa Karlsson Högby IF          | 4 244 poäng 0PB0   | Amanda Holmberg Hässelby SK      | 3 720 poäng 0SB0 | Sophie Reid IK Ymer                   | 3 684 poäng  |